# Rio Sanzu

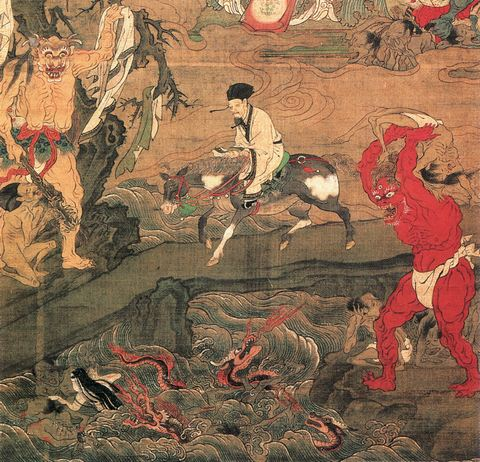
Rio Sanzu, conforme representado no Jūō-zu (十王図) de Tosa Mitsunobu. As almas puras atravessam o rio pela ponte, enquanto as pecadoras enfrentam as serpentes e corredeiras

O Rio Sanzu (em japonês: 三途の川, Sanzu no Kawa, literalmente "Rio dos Três Cruzamentos") é, segundo a tradição budista japonesa, um rio envolto por névoa que separa o mundo dos vivos do mundo dos mortos, e localizado no Monte Osore.
Entre as várias lendas a respeito do Sanzu, uma diz que as almas podem atravessá-lo de três formas (daí o nome): as carregadas de pecados graves devem passar pela parte mais funda, onde há ninhos de serpentes; as que tem pecados mais leves enfrentam apenas as corredeiras; e as inocentes passam por uma ponte de pedra.
Outra crença diz que é preciso pagar a um barqueiro para que ele transporte as almas para o outro lado (de forma semelhante ao óbolo de Caronte, no Estige da mitologia grega). Por isso, em funerais tradicionais japoneses o morto é enterrado com seis moedas.
Também se diz que uma bruxa ataca os mortos que tentam atravessar o rio, roubando suas roupas; e ainda que espíritos maus tentam impedir a passagem das crianças, que então precisam da ajuda do bodisatva Jizo.